# Football League Fourth Division
De Football League Fourth Division was een Engelse voetbalcompetitie die werd opgericht in het seizoen 1958/59 als de vierde hoogste klasse van de Football League. Voor het seizoen 1992/93 werd de Premier League opgericht dat nu de hoogste klasse werd in het land waardoor de First Division nu de tweede klasse werd, de Second Division de derde klasse en de Third Division de vierde klasse. Hierdoor werd de Fourth Division opgeheven. 

## Geschiedenis
De competitie werd in 1958 opgericht nadat de Third Division North en Third Division South fuseerden. De twaalf beste teams van beide divisies vormden vanaf nu de Third Division en de anderen de nieuwe Fourth Division. 
De oprichtende clubs waren:
- Van de Third Division North: Barrow AFC, Bradford (Park Avenue) AFC, Carlisle United FC, Chester City FC, Crewe Alexandra FC, Darlington FC, Gateshead FC, Hartlepool United FC, Oldham Athletic AFC, Southport FC, Workington AFC en York City FC
- Van de Third Division South: Aldershot FC, Coventry City FC, Crystal Palace FC, Exeter City FC, Gillingham FC, Millwall FC, Northampton Town FC, Port Vale FC, Shrewsbury Town FC, Torquay United FC, Walsall FC en Watford FC

De vier beste teams promoveerden elk jaar naar de Third Division en één team kon degraderen als het niet herverkozen werd. Eerst naar de Southern League, Northern League of Isthmian League en in 1968 kwam daar nog eens de Northern Premier League bij. Midden jaren zeventig verdween de Northern League een tijd uit de Engelse voetbalpiramide en bleven de drie andere over.

### In & uit
In 1979 werd de Alliance Premier League (nu National League) opgericht als nieuwe klasse tussen de Fourth Division en de drie ondergelegen leagues. Automatische promotie en degradatie tussen de Fourth Division en de vijfde klasse ontstond pas in 1987. De eerste club die automatisch degradeerde was Lincoln City, dat werd vervangen door Scarborough. Een jaar later keerde Lincoln City al terug ten koste van Newport County. In 1989 werd Darlington vervangen door Maidstone United. Ook Darlington beperkte de afwezigheid maar tot één jaar en verving Colchester United. Barnet promoveerde in 1991 maar Wrexham degradeerde niet omdat de league werd uitgebreid. In 1992 was er geen degradatie omdat Aldershot failliet ging, Colchester United promoveerde terug en nadat Maidstone United zich terugtrok uit de league bleven er nog 22 clubs over.

## Kampioenen
| Seizoen | Kampioen                |
| ------- | ----------------------- |
| 1958/59 | Port Vale               |
| 1959/60 | Walsall                 |
| 1960/61 | Peterborough United     |
| 1961/62 | Millwall                |
| 1962/63 | Oldham Athletic         |
| 1963/64 | Gillingham              |
| 1964/65 | Brighton & Hove Albion  |
| 1965/66 | Doncaster Rovers        |
| 1966/67 | Stockport County        |
| 1967/68 | Luton Town              |
| 1968/69 | Doncaster Rovers (2)    |
| 1969/70 | Chesterfield            |
| 1970/71 | Notts County            |
| 1971/72 | Grimsby Town            |
| 1972/73 | Southport               |
| 1973/74 | Peterborough United (2) |
| 1974/75 | Mansfield Town          |
| 1975/76 | Lincoln City            |
| 1976/77 | Cambridge United        |
| 1977/78 | Watford                 |
| 1978/79 | Reading                 |
| 1979/80 | Huddersfield Town       |
| 1980/81 | Southend United         |
| 1981/82 | Sheffield United        |
| 1982/83 | Wimbledon               |
| 1983/84 | York City               |
| 1984/85 | Chesterfield (2)        |
| 1985/86 | Swindon Town            |
| 1986/87 | Northampton Town        |
| 1987/88 | Wolverhampton Wanderers |
| 1988/89 | Rotherham United        |
| 1989/90 | Exeter City             |
| 1990/91 | Darlington              |
| 1991/92 | Burnley                 |